# Marcos Vales
Marcos Vales Illanes (La Coruña, España, 5 de abril de 1975) es un exfutbolista español que jugaba de centrocampista. Fue internacional en una ocasión con la selección española.

## Trayectoria
Hijo de un exjugador del R. C. Deportivo de La Coruña, Marcos Vales fue jugador de la selección española. Se formó en las categorías inferiores del club gallego. Considerado una de las mayores promesas de la entidad, con diecisiete años dio el salto del Fabril Deportivo al primer equipo. Debutó en Primera División el 21 de marzo de 1993 ante el Real Burgos C. F. en el estadio de Riazor. Su llegada al primer equipo coincidió con el nacimiento del Superdepor, donde jugadores como Bebeto, Claudio, Fran o Manjarín le impedían hacerse un hueco en la delantera. Disputó ocho encuentros y marcó un gol en la temporada 1992-93. En la 1993-94, en la que el Deportivo perdió el título de Liga en el último minuto de la competición, Vales participó en once partidos, sin lograr anotar.
Descartado por Arsenio Iglesias, y a pesar de despertar el interés del F. C. Barcelona, en el verano de 1994 acabó recalando en el Real Sporting de Gijón. El club asturiano pudo hacerse con el futbolista sin desembolso económico y con un mero cambio de residencia, ya que Vales no tenía todavía contrato profesional con el Deportivo. El presidente del club gallego, Augusto César Lendoiro, llegó a denunciar la operación, pero los juzgados dieron la razón al futbolista. En el Sporting, la progresión de Marcos Vales continuó estancada: catorce partidos y dos goles en su primera temporada, y sólo nueve encuentros, sin anotar, en la segunda. Su situación cambió en la temporada 1996-97 con la llegada al banquillo de Benito Floro, el primer técnico que le dio la oportunidad de jugar con regularidad. Marcos Vales participó esa campaña en treinta y siete partidos de Liga, aunque sólo anotó un gol.
En el verano de 1997 la directiva sportinguista aceptó una oferta de 200 millones de pesetas del Real Zaragoza y traspasó al jugador. Su estancia durante cinco años en el club maño estuvo marcada por la irregularidad, aunque fue su etapa profesional más exitosa. Su mejor temporada fue la 1998-99, en la que jugó treinta y cuatro partidos y anotó seis goles —el mayor registro de su carrera—, llegando incluso a alcanzar la internacionalidad con España. En la temporada 2000-01 el Zaragoza fue campeón de la Copa del Rey, aunque la presencia de Marcos Vales en el equipo fue prácticamente testimonial. Un año más tarde, el conjunto aragonés descendió a Segunda División, pero Marcos Vales pudo seguir en Primera fichando por el Sevilla F. C.
En la temporada 2002-03 jugó treinta y un partidos de Liga y anotó tres goles; uno de ellos especialmente recordado por los sevillistas, ya que sirvió para derrotar al eterno rival, el Real Betis Balompié, en el estadio Manuel Ruiz de Lopera. Sin embargo, durante el siguiente curso, una lesión en el pie y la falta de confianza del técnico, Joaquín Caparrós, fueron diluyendo su peso en el equipo y sólo participó en nueve encuentros.
Tras obtener la carta de libertad en el verano de 2004, negoció un posible regresó a Galicia con el R. C. Celta de Vigo, pero fue requerido como refuerzo por Benito Floro, que acababa de fichar por el R. C. D. Mallorca. Tras un inicio prometedor con el equipo balear, el jugador recayó de su metatarsalgia en el pie izquierdo y Floro fue destituido tras una mala racha de resultados. Todo ello desembocó en la salida prematura de Vales que, en enero de 2005, rescindió su contrato con el Mallorca. Tras pasar por el quirófano, finalmente anunció su retirada en abril de 2005, con veintinueve años.

## Selección nacional
Fue internacional con la selección española en una ocasión. El entrenador José Antonio Camacho lo hizo debutar el 14 de octubre de 1998 en un partido de clasificación para la Eurocopa 2000 disputado en Israel.
Anteriormente, fue internacional sub-18 y sub-21, proclamándose campeón de la Eurocopa de esta categoría en 1998.

## Clubes
| Club                         | País   | Año       |
| ---------------------------- | ------ | --------- |
| Fabril Deportivo             | España | 1992-1993 |
| R. C. Deportivo de La Coruña | España | 1993-1994 |
| Real Sporting de Gijón       | España | 1994-1997 |
| Real Zaragoza                | España | 1997-2002 |
| Sevilla F. C.                | España | 2002-2004 |
| R. C. D. Mallorca            | España | 2004-2005 |

## Palmarés

### Campeonatos nacionales
| Título       | Club          | País   | Año  |
| ------------ | ------------- | ------ | ---- |
| Copa del Rey | Real Zaragoza | España | 2001 |

### Torneos internacionales
| Título          | Club               | País   | Año  |
| --------------- | ------------------ | ------ | ---- |
| Eurocopa Sub-21 | Selección española | España | 1998 |